# Otto Henniger
Otto Carl Henniger (* 25. September 1856 in Arnstadt; † 13. Mai 1911 in Jena) war ein deutscher Verwaltungsjurist und Politiker.

## Leben
Henniger war der Sohn des Ökonomen Carl Henniger und dessen Ehefrau Agathe Christiane Rosalie geborene Thon. Er war evangelisch-lutherischer Konfession und blieb unverheiratet.
Henniger besuchte von 1869 bis 1874 das Gymnasium in Arnstadt und studierte dann Rechtswissenschaften. 1878 legte er das erste und 1886 das zweite Staatsexamen ab und war dann bis 1887 Gerichtsassessor in Arnstadt. Ab dem 1. Oktober 1887 war er beim Landrat in Arnstadt tätig und dessen Vertreter. Zum 1. Mai 1889 wurde er kommissarisch und zum 22. November 1889 definitiv Landrat im Verwaltungsbezirk Sondershausen. Am 4. Oktober 1897 wechselte er als Landrat in den wieder neu geschaffenen Verwaltungsbezirk Ebeleben und blieb bis 1911 in diesem Amt.
Vom 3. November 1891 bis zum 31. Dezember 1895 und erneut vom 1. Januar 1904 bis zum 13. Mai 1911 war er Abgeordneter im Landtag des Fürstentums Schwarzburg-Sondershausen. Vom 23. Juni 1905 bis zum 13. Mai 1911 war er dort Parlamentspräsident.

## Auszeichnungen
- Geheimer Regierungsrat (1899)
- Fürstliches Ehrenkreuz III. Klasse (1894)
- Fürstliches Ehrenkreuz II. Klasse (1903)
- Komturkreuz II. Klasse des herzoglich Sachsen-Ernestinischen Hausordens (1910)